# Мачерије (Фрозиноне)
Мачерије је насеље у Италији у округу Фрозиноне, региону Лацио.
Према процени из 2011. у насељу је живело 45 становника. Насеље се налази на надморској висини од 360 м.